# Cidaris cidaris
La tabaquera (Cidaris cidaris) es una especie de equinodermo de la familia Cidaridae.

## Descripción
Es un erizo de mar cuyo caparazón es de coloración gris claro. Las púas primarias son gris con secciones terminales verdosas y alcanzan una longitud del doble del diámetro del caparazón. Las válvulas de los pedicelarios presentan un diente terminal marcado.

## Distribución y hábitat
Se distribuye por el océano Atlántico y el mar Mediterráneo, encontrándose principalmente sobre el barro y fondos coralinos.

## Subespecies
Se reconocen las siguientes subespecies:
- Cidaris cidaris cidaris
- Cidaris cidaris meridionalis